# Taxista, ra ra
Taxista, ra ra (estilizado como Taxista Ra Ra) es una serie de televisión cómica peruana emitida por Panamericana Televisión. Fue producida por Efraín Aguilar, se estrenó en mayo de 1998 y se emitió hasta febrero de 1999.
Está protagonizada por Adolfo Chuiman, Aurora Aranda, Laura Reyes y Rafael Iriarte. Otros actores que participaron fueron Gloria Klein, Elmer Alfaro ‘Machucao’ y Germán Loero. La serie tuvo éxito y dio apertura al productor para realizar proyectos posteriores, entre los que se encuentran Mil oficios (protagonizada también por Chuiman y Aranda), Así es la Vida, Al Fondo Hay Sitio y De Vuelta Al Barrio.

## Argumento
La serie gira en torno a Raúl Ramírez (Adolfo Chuiman), un padre de familia que trabaja de taxista con un Daewoo Tico amarillo para sostener a su familia, conformada por su esposa Enriqueta (Aurora Aranda), su hija mayor Ana Cecilia (Laura Reyes) y su hijo menor José Luis "Pepe Lucho" (Rafael Iriarte). En cada episodio le ocurre una travesía diferente, pues casi siempre se topa con un pasajero que lo manda a una aventura que va desde perder su vehículo o accidentarlo hasta acabar compitiendo en una carrera, ser secuestrado o irse de viaje. Mientras, Enriqueta trabaja como peluquera y su mayor clienta suele ser la desesperada Lucía. La familia también tiene un perro llamado Draco, que habla en sus pensamientos.

## Personajes
- Raúl Ramírez (Adolfo Chuiman): un padre de familia que trabaja de taxista, inicialmente con un Daewoo Tico alquilado, luego se compra el suyo. Es muy devoto de Sarita Colonia.
- Enriqueta "Queta" (Aurora Aranda): es la esposa de Raúl, es un tanto estricta con sus hijos. Trabaja como peluquera.
- Ana Cecilia Ramírez (Laura Reyes): es la hija mayor de Raúl. Es una joven estudiante de instituto que le gusta salir con sus amistades y con su enamorado que conoce durante la serie.
- José Luis Ramírez "Pepe Lucho" (Rafael Iriarte): es el hijo menor de Raúl. Es un niño de primaria. Constantemente piensa en comer.
- Carlos "El Chato" (Elmer Alfaro): es el mejor amigo de Raúl. También trabaja de taxista.
- Lucía (Gloria Klein): es la clienta principal de Enriqueta. Participa en publicidad y por ello muchas veces la llama gritando desesperada.
- Don Felipe (Jorge Sarmiento): es el gerente de la compañía de taxis donde trabaja Raúl. Suelen discrepar constantemente, aunque Raúl le muestra respeto, a veces lo insulta a sus espaldas.
- Juanita "La Negra" (Perla Ramírez): es la cocinera y vendedora de los menús para los taxistas. Constantemente se pelea con ellos debido a que no le pagan a tiempo.
- Humberto (Germán Loero): es el enamorado de Ana Cecilia, que conoció en su instituto. No es bien recibido por Raúl, suele llamarlo "cara de cuy".
- Draco (voz de Efráin Aguilar): es un divertido perro color negro y la mascota de la familia. Muchas veces piensa comentarios sobre su familia. José Luis es el que más lo quiere.